# Myrrhis
Myrrhis là chi thực vật có hoa trong họ Apiaceae.

## Hình ảnh

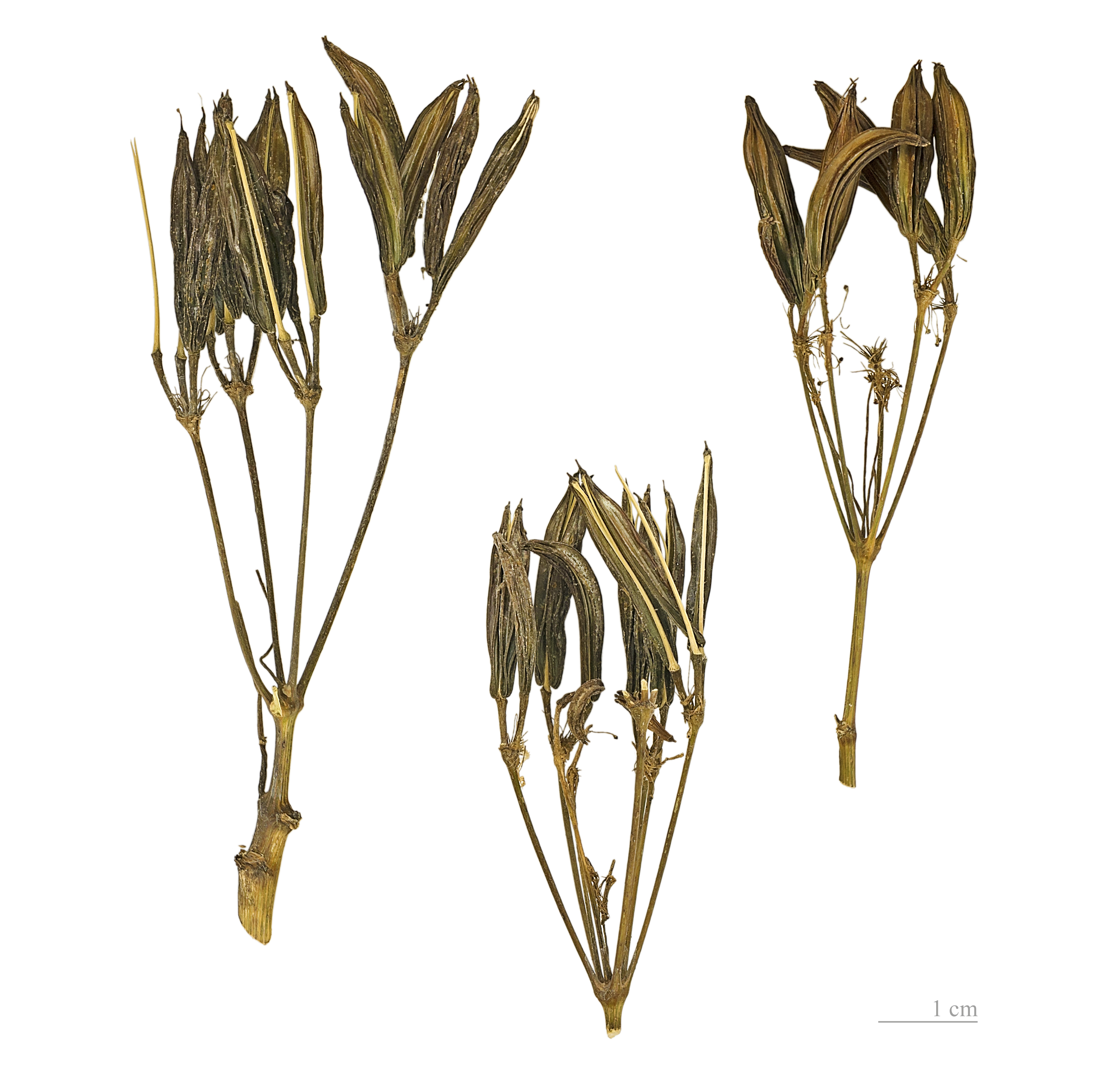
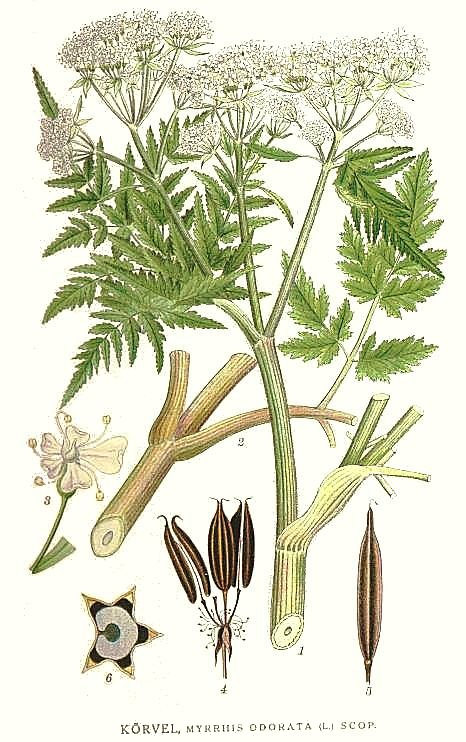
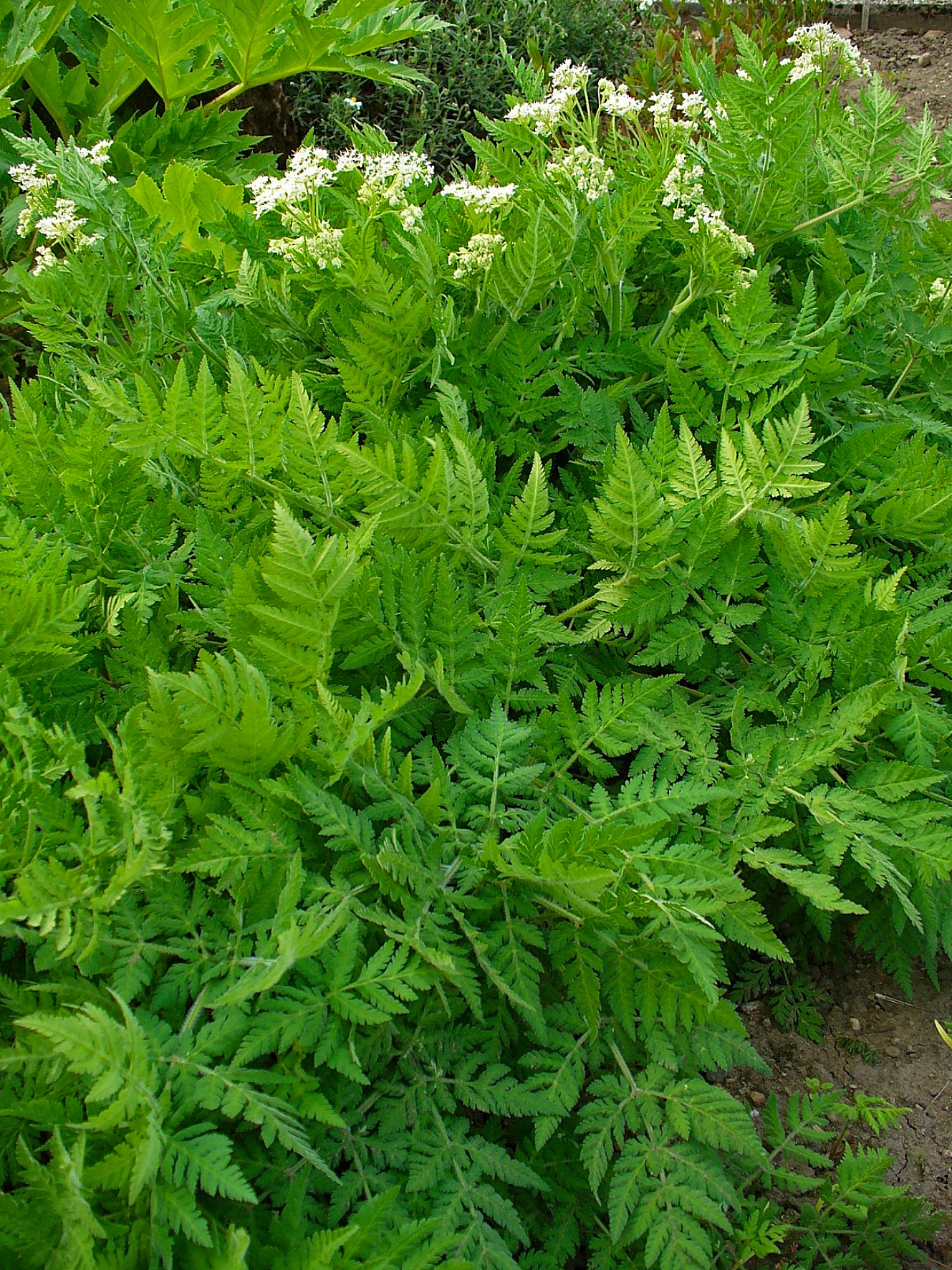
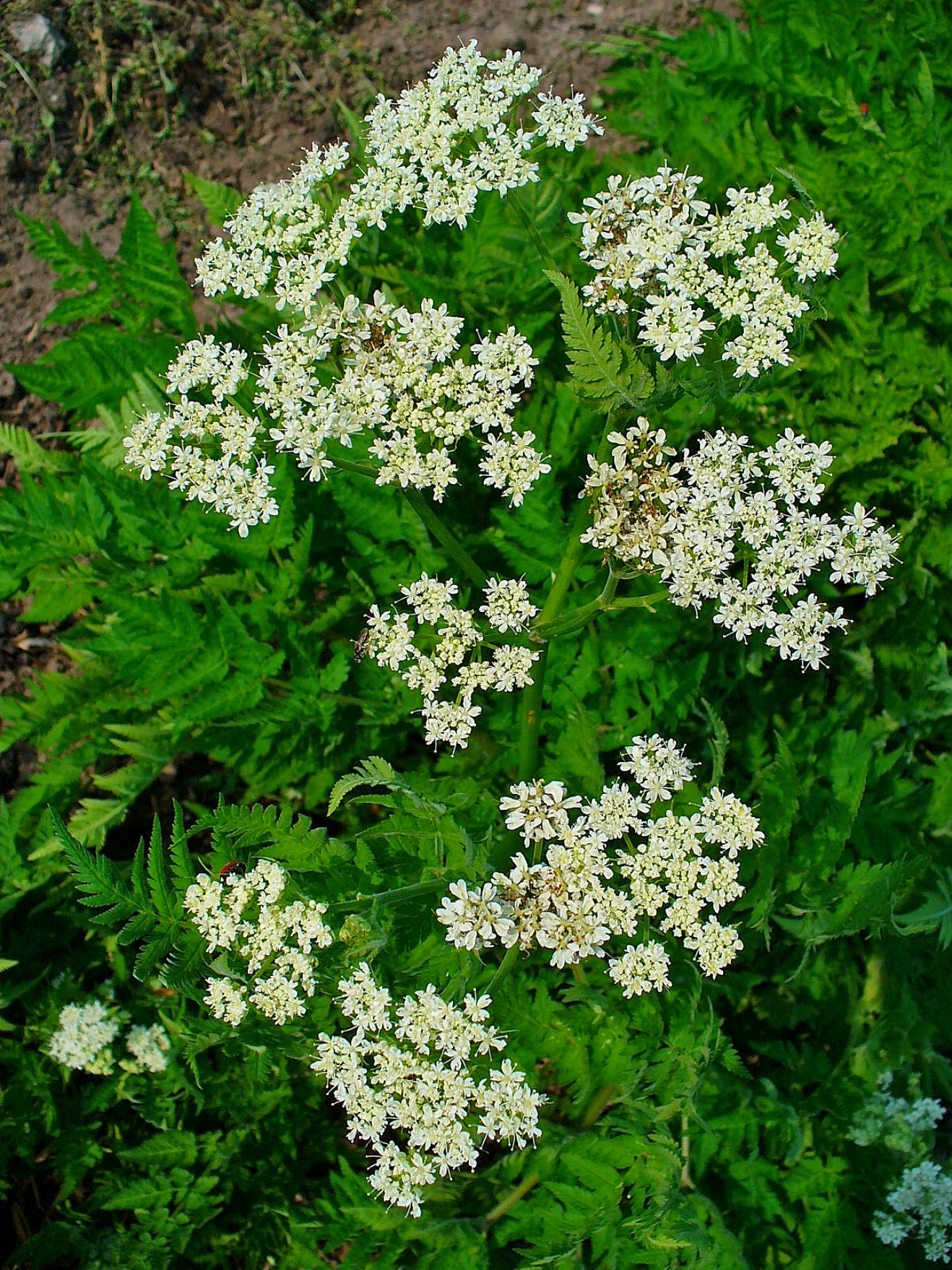